# Tom Araya
Tom Araya, właściwie Tomás Enrique Araya (ur. 6 czerwca 1961 w Viña del Mar, Chile) – wokalista i basista amerykańskiej thrashmetalowej grupy Slayer.
Gdy Tom dorastał, w Chile trwały wojny na tle politycznym, w związku z czym w 1965 jego rodzina postanowiła wyemigrować do Stanów Zjednoczonych w poszukiwaniu pracy. Starszy brat Toma – John – grał wraz z braćmi Hanneman: Joeyem i Jeffem, w zespole Bloodcum, który nie zaistniał na rynku z powodu rozpadu. Sam Tom grał w tym czasie w zespole z Kerrym Kingiem, jednak Kerry postanowił wyrzucić Toma z powodu nieprofesjonalnego podejścia do gry na gitarze basowej. W późniejszym czasie Araya pracował w szpitalu, gdzie spotkał Jeffa Hannemana, który zaproponował mu dołączenie do nowo powstałej grupy – Slayer.
5 maja 2006 przeszedł operację pęcherzyka żółciowego, co spowodowało opóźnienie trasy koncertowej Unholy Alliance Tour, której rozpoczęcie początkowo planowane było na 6 czerwca 2006.
Brał także gościnnie udział w nagrywaniu albumów grup, m.in. w utworze „Untitled” na albumie Dirt (1992) zespołu Alice in Chains oraz użyczył swojego głosu w utworze „Terrorist” na albumie Primitive (2000) zespołu Soulfly.
W 2006 roku Tom Araya został sklasyfikowany na 58. miejscu listy 100 najlepszych wokalistów wszech czasów Hit Parader.

## Religia
Tom jest chrześcijaninem i po części utożsamia się z kościołem katolickim. W jednym z wywiadów wyjawił swoje przywiązanie do Boga, dementując także wyznawanie satanizmu. Teksty Slayera, w których pojawia się Szatan i wątek antychrześcijański są jedynie zabiegiem artystycznym, często autorstwa Kerry'ego. Sama brutalna oprawa zespołu miała ,,odstraszać ludzi Hollywoodu".

## Instrumentarium
| Gitary i przystawki - ESP FRX Black Satin Tom Araya Signature Bass - ESP TA-604 FRX Black Satin Tom Araya Signature Bass - ESP TA-204 FRX Black Satin Tom Araya Signature Bass - Hill basses - B.C. Rich basses - EMG pickups - Bartolini pickups Wzmacniacze i kolumny głośnkiowe - Ampeg SVT-4 Pro amplifiers - Ampeg SVT-2 Pro amps - Ampeg 8x10" SVT-810E bass cabinets |  | Efekty gitarowe - Nady 950GS wireless - dbx 160A compressor - Juice Goose rack power 200 - Whirlwind A/B selector Struny i kostki gitarowe - D'Addario XL strings - D'Andrea 346 MD BLK CX Picks - D'Andrea straps |

## Filmografia
- Metallimania (1997, film dokumentalny, reżyseria: Marc Paschke)[8]
- We Sold Our Souls for Rock 'n Roll (2001, film dokumentalny, reżyseria: Penelope Spheeris)[9]
- Metal: A Headbanger’s Journey (2005, film dokumentalny, reżyseria: Sam Dunn, Scot McFayden)[10]
- Get Thrashed (2006, film dokumentalny, reżyseria: Rick Ernst)[11]
- Global Metal (2008, film dokumentalny, reżyseria: Sam Dunn, Scot McFadyen)[12]
- Anvil: The Story of Anvil (2008, film dokumentalny, reżyseria: Sacha Gervasi)[13]